# Philiris subovata
Philiris subovata är en fjärilsart som beskrevs av Grose-smith 1894. Philiris subovata ingår i släktet Philiris och familjen juvelvingar. Inga underarter finns listade i Catalogue of Life.